# Pseudorhipsalis alata
Pseudorhipsalis alata ist eine Pflanzenart in der Gattung Pseudorhipsalis aus der Familie der Kakteengewächse (Cactaceae). Das Artepitheton alata stammt aus dem Lateinischen, bedeutet ‚geflügelt‘ und verweist auf die geflügelten Zweige der Art.

## Beschreibung
Pseudorhipsalis alata wächst hängend, ist verzweigt und wird bis zu 5 Meter lang. Die Triebabschnitte sind breit linealisch bis lanzettlich, 20 bis 40 Zentimeter lang und 3 bis 6 Zentimeter breit.
Die gelblichen Blüten sind 15 Millimeter lang und besitzen eine 4 Millimeter lange Blütenröhre. Die eiförmigen Früchte sind gelblich grün und 10 Millimeter lang.

## Verbreitung, Systematik und Gefährdung
Pseudorhipsalis alata ist in Jamaika in Höhenlagen von 100 bis 170 Metern verbreitet.
Die Erstbeschreibung als Cactus alatus wurde 1788 von Olof Peter Swartz veröffentlicht. Nathaniel Lord Britton und Joseph Nelson Rose stellten die Art 1923 in die Gattung Pseudorhipsalis. Weitere nomenklatorische Synonyme sind Epiphyllum alatum (Sw.) Haw. (1819), Cereus alatus (Sw.) DC. (1828), Rhipsalis alata (Sw.) K.Schum. (1890), Hariota alata (Sw.) Kuntze (1891) und Disocactus alatus (Sw.) Kimnach (1961).
In der Roten Liste gefährdeter Arten der IUCN wird die Art als „Endangered (EN)“, d. h. als stark gefährdet geführt.

## Nachweise